# Bumetopia trigonocephala
Bumetopia trigonocephala är en skalbaggsart som först beskrevs av Heller 1923.  Bumetopia trigonocephala ingår i släktet Bumetopia och familjen långhorningar.
Artens utbredningsområde är Filippinerna. Inga underarter finns listade.